# Coròbates

Esquema del principi d'un coròbates.

Un coròbates (en llatí chorobates, en grec antic χωροβάτης) era un instrument de l'antiga Roma per determinar els desnivells d'un aqüeducte i els nivells del terreny que havia de travessar.
Per les descripcions que en fa Vitruvi, s'assemblava a un nivell de fuster que consistia en una regla recta que aguantava una peça perpendicular, del que penjava una corda amb un plom. Els chorobates tenien dues peces perpendiculars i dues línies de plomada, una en cada extrem, en lloc de només una al mig.